# 前川恒雄
前川 恒雄（まえかわ つねお、1930年10月9日 - 2020年4月10日）は、日本の図書館学者。

## 経歴
日本統治時代の朝鮮木浦府出身。本籍石川県。金沢大学工学部卒、文部省図書館職員養成所卒、石川県小松市立図書館勤務、1956年七尾市立図書館、1960年日本図書館協会勤務、1965年東京都日野市立図書館長、1974年東京都日野市助役、1980年滋賀県立図書館長、甲南大学教授。2001年退職。2020年4月10日死去。89歳没。

## 著書
- 『貸出し』日本図書館協会 図書館員選書 1982
- 『われらの図書館』筑摩書房 1987.4
- 『移動図書館ひまわり号』筑摩書房 1988.4[4]
  - 『移動図書館ひまわり号』夏葉社、2016.7
- 『図書館への確信』「図書館への確信」刊行委員会 1990
- 『前川恒雄著作集』全4巻　出版ニュース社

1「図書館について」1998
2「図書館の世界」1999
3「図書館の変革」1999
4「人間の図書館へ」1999

### 共著編
- 『貸出しと閲覧』前川恒雄編 日本図書館協会 <図書館の仕事> 1966
- 『図書館の発見 市民の新しい権利』石井敦共著 日本放送出版協会 NHKブックス 1973
  - 『新版 図書館の発見』石井敦共著 NHK出版 NHKブックス 2006.1
- 『有山崧』前川恒雄編 日本図書館協会 <個人別図書館論選集> 1990

### 記念論集
- 『いま、市民の図書館は何をすべきか - 前川恒雄さんの古稀を祝して』前川恒雄先生古稀記念論集刊行会編 出版ニュース社 2001

## 論文
- ＞前川恒雄 - CiNii Articles 検索 - 前川恒雄

## 関連書籍
- 田井郁久雄著『前川恒雄と滋賀県立図書館の時代』（出版ニュース社、2018年）